# Österreichische Basketball Bundesliga
La Österreichische Basketball Bundesliga, nota come Admiral Basketball Bundesliga per esigenze sponsorizzative, è il massimo campionato di pallacanestro maschile disputato in Austria.

## Storia
Il campionato venne fondato nel 1947, e fino al 1977 fu un predominio delle squadre di Vienna: tra tutte l'Handelsministerium, con quattro titoli, l'Union Babenberg, con cinque, e soprattutto l'Engelmann Vienna con nove campionati conquistati.
A interrompere poi il dominio assoluto dell'Union Vienna negli anni 1970 fu il Klosterneuburg, primo club non della capitale a vincere il titolo, nel 1978, e a conquistare otto titoli consecutivi dal 1983 al 1990.
Gli anni 1990 videro la supremazia del St. Pölten, mentre gli anni 2000 sono stati sostanzialmente uno scontro tra Kapfenberg Bulls e Swans Gmunden.

## Formato
È formata da dieci squadre che si affrontano in un doppio girone all'italiana. Le prime otto danno vita ai play-off per l'assegnazione del titolo di campione d'Austria.

## Albo d'oro
- 1946-1947  Wiener AC
- 1947-1948 non disputato
- 1948-1949  Admira Vienna
- 1949-1950  Post Vienna
- 1950-1951  Wiener SC
- 1951-1952  Handelsministerium
- 1952-1953  Union Babenberg
- 1954-1954  Union Babenberg
- 1955-1955  Union Babenberg
- 1955-1956  Engelmann Vienna
- 1956-1957  Union Babenberg
- 1957-1958  Engelmann Vienna
- 1958-1959  Union Babenberg
- 1959-1960  Engelmann Vienna
- 1960-1961  Engelmann Vienna
- 1961-1962  Engelmann Vienna
- 1962-1963  Handelsministerium
- 1963-1964  Handelsministerium
- 1964-1965  Handelsministerium
- 1965-1966  Union Kuenring
- 1966-1967  Engelmann Vienna
- 1967-1968  Engelmann Vienna
- 1968-1969  Engelmann Vienna
- 1969-1970  Engelmann Vienna
- 1970-1971  Union Vienna
- 1971-1972  Union Vienna
- 1972-1973  Union Vienna
- 1973-1974  Union Vienna
- 1974-1975  Union Vienna
- 1975-1976  Union Vienna
- 1976-1977  Union Vienna
- 1977-1978  Klosterneuburg
- 1978-1979  Union Vienna
- 1979-1980  Union Vienna
- 1980-1981  Union Vienna
- 1981-1982  Union Vienna
- 1982-1983  Klosterneuburg
- 1983-1984  Klosterneuburg
- 1984-1985  Klosterneuburg
- 1985-1986  Klosterneuburg
- 1986-1987  Klosterneuburg
- 1987-1988  Klosterneuburg
- 1988-1989  Klosterneuburg
- 1989-1990  Klosterneuburg
- 1990-1991  Möllersdorf
- 1991-1992  SPI Vienna
- 1992-1993  UKJ Sankt Pölten
- 1993-1994  Möllersdorf
- 1994-1995  UKJ Sankt Pölten
- 1995-1996  UKJ Sankt Pölten
- 1996-1997  UKJ Sankt Pölten
- 1997-1998  UKJ Sankt Pölten
- 1998-1999  UKJ Sankt Pölten
- 1999-2000  Traiskirchen Lions
- 2000-2001  Kapfenberg Bulls
- 2001-2002  Kapfenberg Bulls
- 2002-2003  Kapfenberg Bulls
- 2003-2004  Kapfenberg Bulls
- 2004-2005  Swans Gmunden
- 2005-2006  Swans Gmunden
- 2006-2007  Swans Gmunden
- 2007-2008  Pant. Fürstenfeld
- 2008-2009  WBC Wels
- 2009-2010  Swans Gmunden
- 2010-2011  Oberwart Gunners
- 2011-2012  Klosterneuburg
- 2012-2013  BC Vienna
- 2013-2014  Güssing Knights
- 2014-2015  Güssing Knights
- 2015-2016  Oberwart Gunners
- 2016-2017  Kapfenberg Bulls
- 2017-2018  Kapfenberg Bulls
- 2018-2019  Kapfenberg Bulls
- 2019-2020 non assegnato
- 2020-2021  Swans Gmunden
- 2021-2022  BC Vienna
- 2022-2023  Swans Gmunden
- 2023-2024  Oberwart Gunners
- 2024-2025  Oberwart Gunners

## Vittorie per club
| Club               | Titolo | Città          | Anno                                                             |
| ------------------ | ------ | -------------- | ---------------------------------------------------------------- |
| Union Vienna       | 11     | Vienna         | 1971, 1972, 1973, 1974, 1975, 1976, 1977, 1979, 1980, 1981, 1982 |
| Klosterneuburg     | 10     | Klosterneuburg | 1978, 1983, 1984, 1985, 1986, 1987, 1988, 1989, 1990, 2012       |
| Engelmann Vienna   | 9      | Vienna         | 1956, 1958, 1960, 1961, 1962, 1967, 1968, 1969, 1970             |
| Kapfenberg Bulls   | 7      | Kapfenberg     | 2001, 2002, 2003, 2004, 2017, 2018, 2019                         |
| Swans Gmunden      | 6      | Gmunden        | 2005, 2006, 2007, 2010, 2021, 2023                               |
| UKJ Sankt Pölten   | 6      | St. Pölten     | 1993, 1995, 1996, 1997, 1998, 1999                               |
| Union Babenberg    | 5      | Vienna         | 1953, 1954, 1955, 1957, 1959                                     |
| Oberwart Gunners   | 4      | Oberwart       | 2011, 2016, 2024, 2025                                           |
| Handelsministerium | 4      | Vienna         | 1952, 1963, 1964, 1965                                           |
| Traiskirchen Lions | 3      | Traiskirchen   | 1991, 1994, 2000                                                 |
| Güssing Knights    | 2      | Güssing        | 2014, 2015                                                       |
| BC Vienna          | 2      | Vienna         | 2013, 2022                                                       |
| WBC Wels           | 1      | Wels           | 2009                                                             |
| Pant. Fürstenfeld  | 1      | Fürstenfeld    | 2008                                                             |
| SPI Vienna         | 1      | Vienna         | 1992                                                             |
| Union Kuenring     | 1      | Vienna         | 1966                                                             |
| Wiener SC          | 1      | Vienna         | 1951                                                             |
| Post Vienna        | 1      | Vienna         | 1950                                                             |
| Admira Vienna      | 1      | Vienna         | 1949                                                             |
| Wiener AC          | 1      | Vienna         | 1947                                                             |